# 帕累托图

一帕累托圖之範例，由圖可知shrink與porosity即佔80%之累積頻率，為主要之因素，一旦這些因素得到糾正，大部分問題即可消除。

帕累托圖（Pareto Chart）又稱排列圖法、柏拉圖、主次因素分析法，是一種条形图和折線圖的組合，為品質管理上經常使用的一種圖表方法。1930年由約瑟夫·朱蘭首次應用於品管當中。按照发生的频度排序，显示了多少结果是由每一个识别出来的原因产生。概念上与帕累托法则有关，是品質控制的一个工具。也是品管七大手法的工具之一。

## 簡介
帕雷托根據「關鍵的少數和次要的多數」的原理而製作，其結構為兩個縱坐標和一個橫坐標，合併長條圖及折線圖所構成。左側縱坐標表示頻率，右側縱坐標則表示累計頻率（以百分比表示），橫坐標表示影響質量的各種因素之名稱，按影響大小順序排列，直方形高度表示相應的因素的影響程度（即出現頻率為多少），上方之折線則表示累計頻率線（又稱帕雷托曲線）。
帕雷托一般用以在大量的事項中找到最常出現的事項。在品質管理中，多半是代表最常出現缺陷的來源、最常出的缺陷種類，或是最常見的客戶抱怨原因等。若可以改善最常出現的前幾個項目，就可以大幅降低缺陷的累積頻率，這也是帕雷托的目的。

## 資料來源
1. ↑  Nancy R. Tague. . The Quality Toolbox. Milwaukee, Wisconsin: American Society for Quality: 15. 2004  [2010-02-05]. （原始内容存档于2018-10-31）.
2. ↑  . asq.org.   [2019-05-10]. （原始内容存档于2021-01-21）.